# Karl-Lennart Uggla
Karl-Lennart Uggla, född 17 april 1928 i Hardemo, Närke, död 11 november 2011 i Sankt Görans församling i Stockholm, var en svensk ämbetsman.

## Biografi
Uggla avlade filosofie kandidatexamen i Stockholm 1955. Han var därefter anställd vid riksdagens upplysningstjänst 1955–1956 och vid Riksrevisionsverket 1957–1959. Han anställdes som kanslisekreterare vid Civildepartementet 1960 och blev budgetsekreterare där 1962. Han var lönedirektör vid Statens avtalsverk 1965–1969 och statssekreterare vid Finansdepartementet 1969. Uggla var generaldirektör och chef för Statens avtalsverk 1971–1979 (tillförordnad 1970) och för denna myndighets efterföljare, Arbetsgivarverket, 1979–1983. Han var generaldirektör och chef för Statskontoret 1983–1985 samt landshövding i Västmanlands län 1985–1989.
En runa över honom, författad av bland andra landshövdingen Ingemar Skogö, publicerades i Dagens Nyheter den 10 januari 2012. Uggla är begravd på Skogskyrkogården i Stockholm.